# Dirk Braunleder
Dirk Braunleder (Aquisgrana, 11 marzo 1957) è un ex nuotatore tedesco.

## Palmarès
- Olimpiadi

Montreal 1976: bronzo nei 100m stile libero.
- Mondiali

1975 - Cali: argento nella staffetta 4x200m sl.